# Гребля на байдарках и каноэ на летних Олимпийских играх 2024 — каноэ-одиночки, 1000 метров (мужчины)
Соревнования мужчин на каноэ-одиночках на дистанции 1000 метров в гребле на байдарках и каноэ на летних Олимпийских играх 2024 года прошли с 7 по 9 августа 2024 года на Национальном олимпийском водном стадионе региона Иль-де-Франс в пригороде Парижа Вер-сюр-Марн.

## Расписание
Соревнования продолжались в течение двух дней. Время начала соревнований указано местное (UTC+2)
| Дата              | Время       | Раунд                 |
| ----------------- | ----------- | --------------------- |
| Среда 7 августа   | 11:40 14:40 | Заезды Четвертьфиналы |
| Пятница 9 августа | 11:30 13:40 | Полуфиналы Финалы     |

## Призёры
| Золото             | Серебро                 | Бронза                    |
| Мартин Фукса Чехия | Изакиас Кейроc Бразилия | Сергей Тарновский Молдова |

## Результаты

### Заезды
Первые два участника из каждого заезда проходят в полуфиналы, остальные – в четвертьфиналы.
Заезд 1
| Место | Дорожка | Спортсмен         | Страна                                | Время   | Примечания |
| ----- | ------- | ----------------- | ------------------------------------- | ------- | ---------- |
| 1     | 5       | Виктор Глазунов   | Польша                                | 3.48,40 | SF         |
| 2     | 6       | Захар Петров      | Индивидуальные нейтральные спортсмены | 3.49,86 | SF         |
| 3     | 4       | Хосе Рамон Пельер | Куба                                  | 3.52,17 | QF         |
| 4     | 3       | Николае Крачун    | Италия                                | 3.53,90 | QF         |
| 5     | 7       | Цзи Бовэнь        | Китай                                 | 4.02,85 | QF         |

Заезд 2
| Место | Дорожка | Спортсмен      | Страна                       | Время   | Примечания |
| ----- | ------- | -------------- | ---------------------------- | ------- | ---------- |
| 1     | 5       | Мартин Фукса   | Чехия                        | 3.50,39 | SF         |
| 2     | 4       | Изакиас Кейроc | Бразилия                     | 3.53,94 | SF         |
| 3     | 3       | Фернандо Хорхе | Олимпийская сборная беженцев | 3.54,90 | QF         |
| 4     | 7       | Даниэль Феджес | Венгрия                      | 3.56,00 | QF         |
| 5     | 6       | Пабло Креспо   | Испания                      | 4.05,05 | QF         |

Заезд 3
| Место | Дорожка | Спортсмен        | Страна    | Время   | Примечания |
| ----- | ------- | ---------------- | --------- | ------- | ---------- |
| 1     | 4       | Кэтэлин Кирилэ   | Румыния   | 3.44,75 | SF         |
| 2     | 5       | Адриен Бар       | Франция   | 3.46,93 | SF         |
| 3     | 7       | Карло Таккини    | Италия    | 3.59,59 | QF         |
| 4     | 3       | Сергей Емельянов | Казахстан | 4.05,31 | QF         |
| 5     | 6       | Павел Алтухов    | Украина   | 4.11,32 | QF         |

Заезд 4
| Место | Дорожка | Спортсмен           | Страна   | Время   | Примечания |
| ----- | ------- | ------------------- | -------- | ------- | ---------- |
| 1     | 4       | Сергей Тарновский   | Молдова  | 3.49,27 | SF         |
| 2     | 5       | Коннор Фитцпатрик   | Канада   | 3.50,79 | SF         |
| 3     | 7       | Матеус Нунес Бастос | Бразилия | 3.52,60 | QF         |
| 4     | 3       | Лай Куан-чиэ        | Тайвань  | 4.01,26 | QF         |
| 5     | 6       | Гайлен Хаттали      | Тунис    | 4.23,05 | QF         |

Заезд 5
| Место | Дорожка | Спортсмен           | Страна   | Время   | Примечания |
| ----- | ------- | ------------------- | -------- | ------- | ---------- |
| 1     | 5       | Себастьян Брендель  | Германия | 3.45,48 | SF         |
| 2     | 7       | Лю Хао              | Китай    | 3.45,85 | SF         |
| 3     | 4       | Балаж Адольф        | Венгрия  | 3.48,21 | QF         |
| 4     | 6       | Мохаммад Наби Резаи | Иран     | 4.10,36 | QF         |
| 5     | 3       | Бенилсон Санда      | Ангола   | 4.11,40 | QF         |

### Четвертьфиналы
Первые два участника из каждого четвертьфинала проходят в полуфиналы, остальные выбывают.
Четвертьфинал 1
| Место | Дорожка | Спортсмен           | Страна   | Время   | Примечания |
| ----- | ------- | ------------------- | -------- | ------- | ---------- |
| 1     | 6       | Даниэль Феджес      | Венгрия  | 3.47,88 | SF         |
| 2     | 5       | Хосе Рамон Пельер   | Куба     | 3.49,41 | SF         |
| 3     | 7       | Павел Алтухов       | Украина  | 3.51,58 |            |
| 4     | 3       | Мохаммад Наби Резаи | Иран     | 3.52,41 |            |
| 5     | 4       | Матеус Нунес Бастос | Бразилия | 4.08,50 |            |

Четвертьфинал 2
| Место | Дорожка | Спортсмен      | Страна  | Время   | Примечания |
| ----- | ------- | -------------- | ------- | ------- | ---------- |
| 1     | 5       | Карло Таккини  | Италия  | 3.49,15 | SF         |
| 2     | 3       | Пабло Креспо   | Испания | 3.50,24 | SF         |
| 3     | 4       | Николае Крачун | Италия  | 3.53,13 |            |
| 4     | 6       | Лай Куан-чиэ   | Тайвань | 3.58,79 |            |
| 5     | 7       | Бенилсон Санда | Ангола  | 4.12,73 |            |

Четвертьфинал 3
| Место | Дорожка | Спортсмен        | Страна                       | Время   | Примечания |
| ----- | ------- | ---------------- | ---------------------------- | ------- | ---------- |
| 1     | 5       | Балаж Адольф     | Венгрия                      | 3.53,65 | SF         |
| 2     | 3       | Цзи Бовэнь       | Китай                        | 3.56,36 | SF         |
| 3     | 6       | Сергей Емельянов | Казахстан                    | 3.59,68 |            |
| 4     | 4       | Фернандо Хорхе   | Олимпийская сборная беженцев | 4.06,63 |            |
| 5     | 7       | Гайлен Хаттали   | Тунис                        | 4.28,44 |            |

### Полуфиналы
Первые два четыре участника из каждого полуфинала проходят в финал А, остальные – в финал В.
Полуфинал 1
| Место | Дорожка | Спортсмен          | Страна   | Время   | Примечания |
| ----- | ------- | ------------------ | -------- | ------- | ---------- |
| 1     | 3       | Себастьян Брендель | Германия | 3.44,78 | FA         |
| 2     | 6       | Изакиас Кейроc     | Бразилия | 3.44,80 | FA         |
| 3     | 5       | Виктор Глазунов    | Польша   | 3.45,30 | FA         |
| 4     | 7       | Карло Таккини      | Италия   | 3.45,42 | FA         |
| 5     | 4       | Кэтэлин Кирилэ     | Румыния  | 3.45,78 | FB         |
| 6     | 1       | Хосе Рамон Пельер  | Куба     | 3.46,37 | FB         |
| 7     | 8       | Цзи Бовэнь         | Китай    | 3.46,48 | FB         |
| 8     | 2       | Коннор Фитцпатрик  | Канада   | 3.56,31 | FB         |

Полуфинал 2
| Место | Дорожка | Спортсмен         | Страна                                | Время   | Примечания |
| ----- | ------- | ----------------- | ------------------------------------- | ------- | ---------- |
| 1     | 4       | Мартин Фукса      | Чехия                                 | 3.44,69 | FA, OB     |
| 2     | 5       | Сергей Тарновский | Молдова                               | 3.45,33 | FA         |
| 3     | 3       | Захар Петров      | Индивидуальные нейтральные спортсмены | 3.45,99 | FA         |
| 4     | 8       | Балаж Адольф      | Венгрия                               | 3.46,61 | FA         |
| 5     | 7       | Даниэль Феджес    | Венгрия                               | 3.47,83 | FB         |
| 6     | 6       | Адриен Бар        | Франция                               | 3.49,56 | FB         |
| 7     | 2       | Лю Хао            | Китай                                 | 4.01,95 | FB         |
| 8     | 1       | Пабло Креспо      | Испания                               | 4.03,04 | FB         |

### Финалы
Финал A
| Место | Дорожка | Спортсмен          | Страна                                | Время   | Примечания |
| ----- | ------- | ------------------ | ------------------------------------- | ------- | ---------- |
| 1     | 4       | Мартин Фукса       | Чехия                                 | 3.43,16 | OB         |
| 2     | 3       | Изакиас Кейроc     | Бразилия                              | 3.44,33 |            |
| 3     | 6       | Сергей Тарновский  | Молдова                               | 3.44,68 |            |
| 4     | 2       | Захар Петров       | Индивидуальные нейтральные спортсмены | 3.45,28 |            |
| 5     | 1       | Карло Таккини      | Италия                                | 3.48,97 |            |
| 6     | 7       | Виктор Глазунов    | Польша                                | 3.49,05 |            |
| 7     | 8       | Балаж Адольф       | Венгрия                               | 3.49,83 |            |
| 8     | 5       | Себастьян Брендель | Германия                              | 3.51,44 |            |

Финал B
| Место | Дорожка | Спортсмен         | Страна  | Время   | Примечания |
| ----- | ------- | ----------------- | ------- | ------- | ---------- |
| 9     | 5       | Кэтэлин Кирилэ    | Румыния | 3.47,48 |            |
| 10    | 3       | Хосе Рамон Пельер | Куба    | 3.48,58 |            |
| 11    | 4       | Даниэль Феджес    | Венгрия | 3.50,22 |            |
| 12    | 8       | Пабло Креспо      | Испания | 3.50,54 |            |
| 13    | 2       | Лю Хао            | Китай   | 3.52,25 |            |
| 14    | 1       | Коннор Фитцпатрик | Канада  | 3.52,46 |            |
| 15    | 7       | Цзи Бовэнь        | Китай   | 3.58,13 |            |
| 16    | 6       | Адриен Бар        | Франция | 3.59,82 |            |